# Karl Wucherpfennig
Karl J. Wucherpfennig (* 9. September 1925 in Kalkar; † 27. Oktober 2017) war ein deutscher Lebensmittelchemiker.

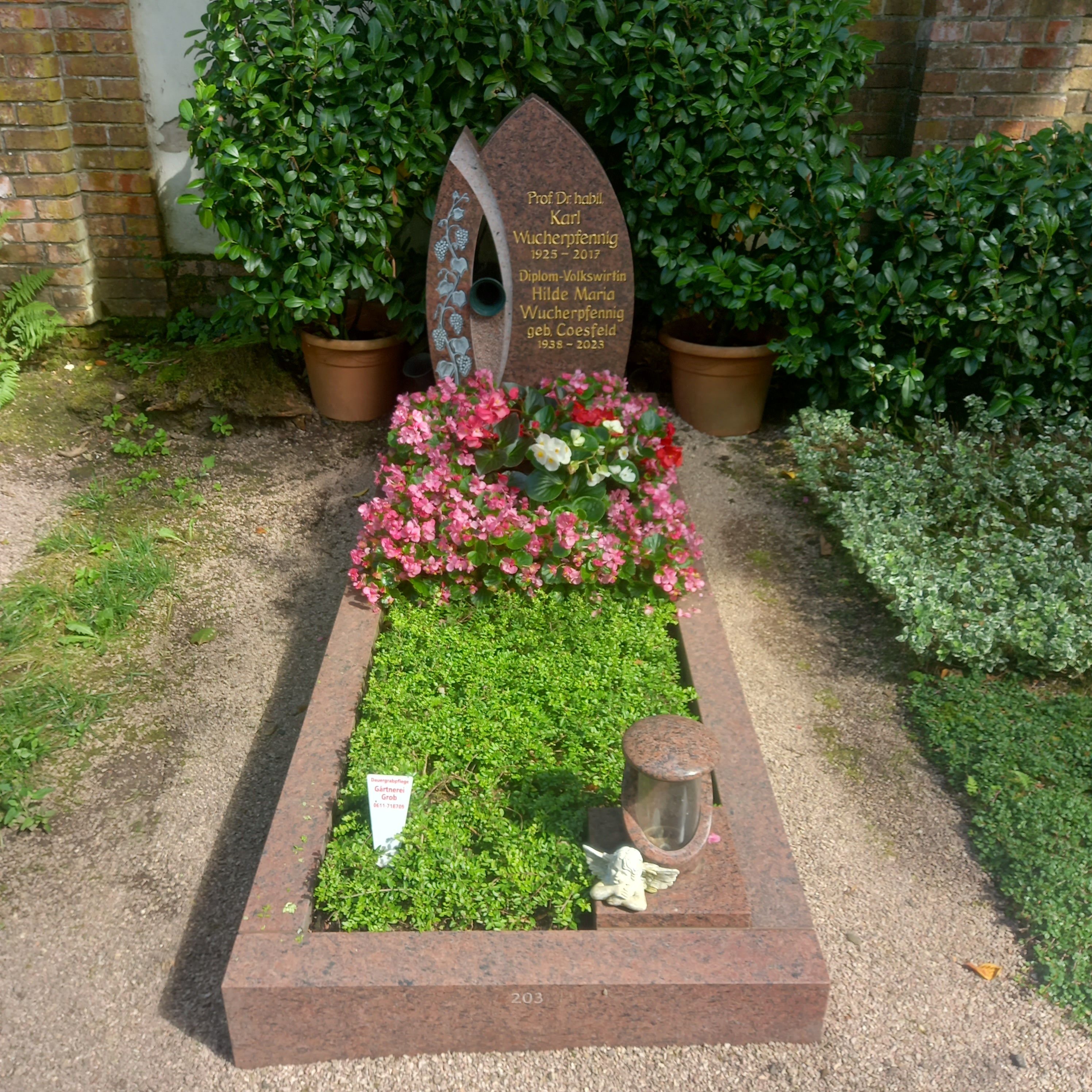
Das Grab von Karl Wucherpfennig und seiner Ehefrau, der Volkswirtin Hilde Maria geborene Coesfeld, auf dem Nordfriedhof (Wiesbaden)

## Leben
Nach Schulbesuch in Düsseldorf wurde er noch zum Kriegsdienst eingezogen. Nach Heimkehr aus der Kriegsgefangenschaft studierte er von 1946 bis 1952 Chemie an der Rheinischen Friedrich-Wilhelms-Universität Bonn und war als Betriebsleiter in der Früchteverwertung tätig. An der Technischen Hochschule Karlsruhe promovierte er 1960 bei Werner Heimann berufsbegleitend mit einem Fokus auf die Obstverwertung zum Dr. rer. nat. 1977 habilitierte er sich an der Justus-Liebig-Universität Gießen in Lebensmitteltechnologie.
1959 wurde Wucherpfennig als Nachfolger von Julius Koch Leiter des  Institut für Obst- und Gemüseverwertung  an der Forschungsanstalt Geisenheim. 1965 fusionierte er die Einrichtung mit dem Institut für Weinchemie und Biochemie zum neuen Institut für Weinchemie und Getränkeforschung. Er lehrte zudem am Fachbereich Geisenheim der Fachhochschule Wiesbaden sowie seit 1965 bereits an der Universität Gießen. 1988 ging er in den Ruhestand. Er war mehr als 30 Jahre lang wissenschaftlicher Leiter der Qualitätswettbewerbe für Frucht- und Gemüsesäfte bei der Deutschen Landwirtschaftsgesellschaft (DLG).
Wucherpfennig veröffentlichte über 270 Arbeiten auf dem Gebiet der Getränketechnologie und der Entwicklung neuer analytischer Methoden zur Beurteilung von Inhaltsstoffen alkoholfreier und alkoholischer Produkte für die moderne Getränkeherstellung und war als Vortragender im In- und Ausland bekannt. Er wurde 2009 für seine Verdienste um die deutsche Wein- und Fruchtsaftforschung mit dem Bundesverdienstkreuz 1. Klasse des Verdienstordens der Bundesrepublik Deutschland ausgezeichnet.
Er war ab 1949 Mitglied der katholischen Studentenverbindung KDStV Staufia Bonn im CV.

## Schriften
- Deacidification and Acidification of Pome, Berry and Stone Fruit Juices and Grape Must by Means of Electrodialysis, Muhammad Ali Society 1985
- Handbuch alkoholfreie Getränke, Behr'S Verlag 1990, ISBN 3925673709, zusammen mit Peter Hahn, Gisela Semmler